# Learning Object Metadata

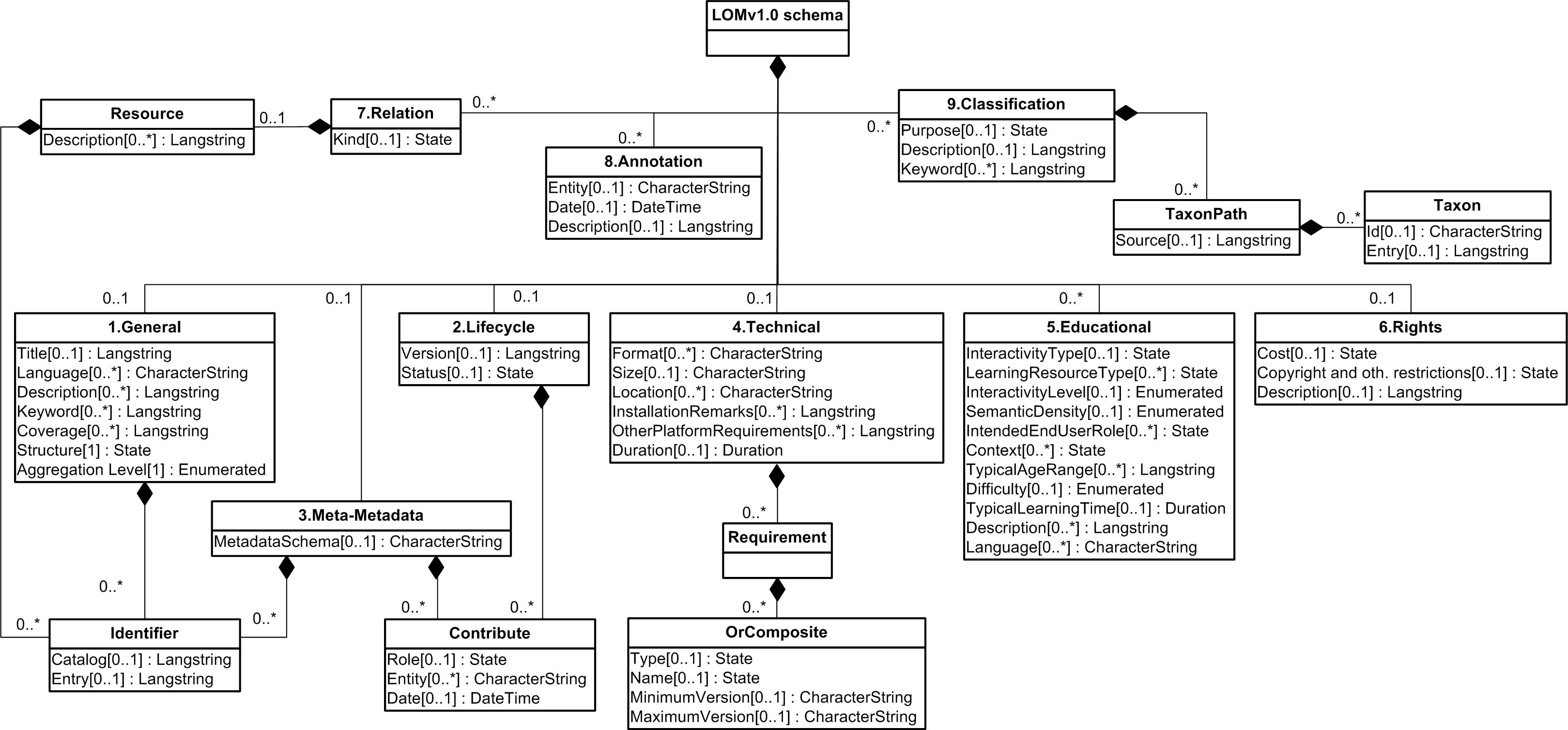
Esquema de um LOM, (Learning Object Metadata)

Learning Object Metadata (LOM, em inglês) significa metadados para objetos de aprendizagem, usualmente em XML.